# 先知以利亚日起义
先知以利亚日起义（羅馬化：Ilindensko-Preobrazhensko vastanie，羅馬化：Ilindensko vostanie，羅馬化：Eksegersi tou Ilinden）马其顿内部革命组织策划并执行了反对奥斯曼帝国的起义。起义得到了最高马其顿阿德里亚诺普尔委员会的支持，该委员会主要由保加利亚军事人员组成。起义的名称来源于以利亚节。这次起义从8月初持续到10月底，涵盖了从东部黑海沿岸到西部奥赫里德湖岸的广阔地区。